# Région du Darién
La région du Darién ou bouchon du Darién (de l'espagnol, tapón del Darién) est une zone de marais et de forêt située à la frontière entre la Colombie et le Panama, d'environ 160 km de long et 50 km de large.
Le bouchon du Darién ne comporte aucune infrastructure. En particulier, il ne possède aucune route, leur construction étant hors de prix dans la zone, présentant un impact écologique très lourd, et le secteur étant aux mains des narcotrafiquants, notamment du Clan del Golfo : aucun consensus politique en faveur de la construction d'une voie le traversant n'a jamais pu émerger. Le bouchon du Darién sépare donc physiquement l'Amérique du Nord et l'Amérique centrale de l'Amérique du Sud, dernier maillon inachevé de la route panaméricaine.

## Géographie

### Localisation
La zone est située à l'est de l'isthme de Panama, à cheval sur le Panama et la Colombie, et marque grossièrement la limite entre l'Amérique centrale et l'Amérique du Sud. Du côté panaméen, elle recouvre tout ou partie de la province de Darién et des comarques d'Emberá-Wounaan et de Guna Yala ; en Colombie, elle se trouve sur le département de Chocó.

### Terrain
Du côté colombien, la région est dominée par le delta de l'Atrato, qui crée un marais plat d'au moins 80 km de large, la moitié sous forme de marécages. Par contraste, le côté panaméen est formé d'une forêt tropicale humide montagneuse, l'altitude s'élevant de 60 m dans les vallées à 1 845 m au sommet du Cerro Tacarcuna.

### Parcs nationaux
La région du Darién possède deux parcs nationaux : le parc national de Darién au Panama et le parc national naturel Los Katíos en Colombie.
Le parc national de Darién recouvre 5 790 km2. Créé en 1980, c'est le plus grand parc national d'Amérique centrale.

## Démographie
La région du Darién abrite les Emberás, Wounaans et Kunas (ainsi que les Indiens Cuevas avant leur extermination au XVIe siècle). Sur le côté panaméen, Yaviza est le principal centre culturel. En 1980, la population s'élevait à 1 700 habitants. Le maïs, le manioc, la banane et la banane plantain sont cultivés dès que le terrain permet de le faire. Les trajets s'effectuent souvent en canoë.

## Vie politique
La région du Darién est une zone d'activité de trois groupes rebelles colombiens : les Autodéfenses unies de Colombie, d'extrême droite, l'Armée de libération nationale et jusqu’à l'été 2017, les Forces armées révolutionnaires de Colombie, d'extrême gauche, dorénavant parti politique ayant rendu les armes (Force alternative révolutionnaire commune).

## Route migratoire
La région du Darién est actuellement (en 2023 et 2024) franchie chaque année par des migrants en marche vers les États-Unis d'Amérique. Cette migration terriblement dangereuse concerne des dizaines de milliers de personnes chaque année,.

## Transports

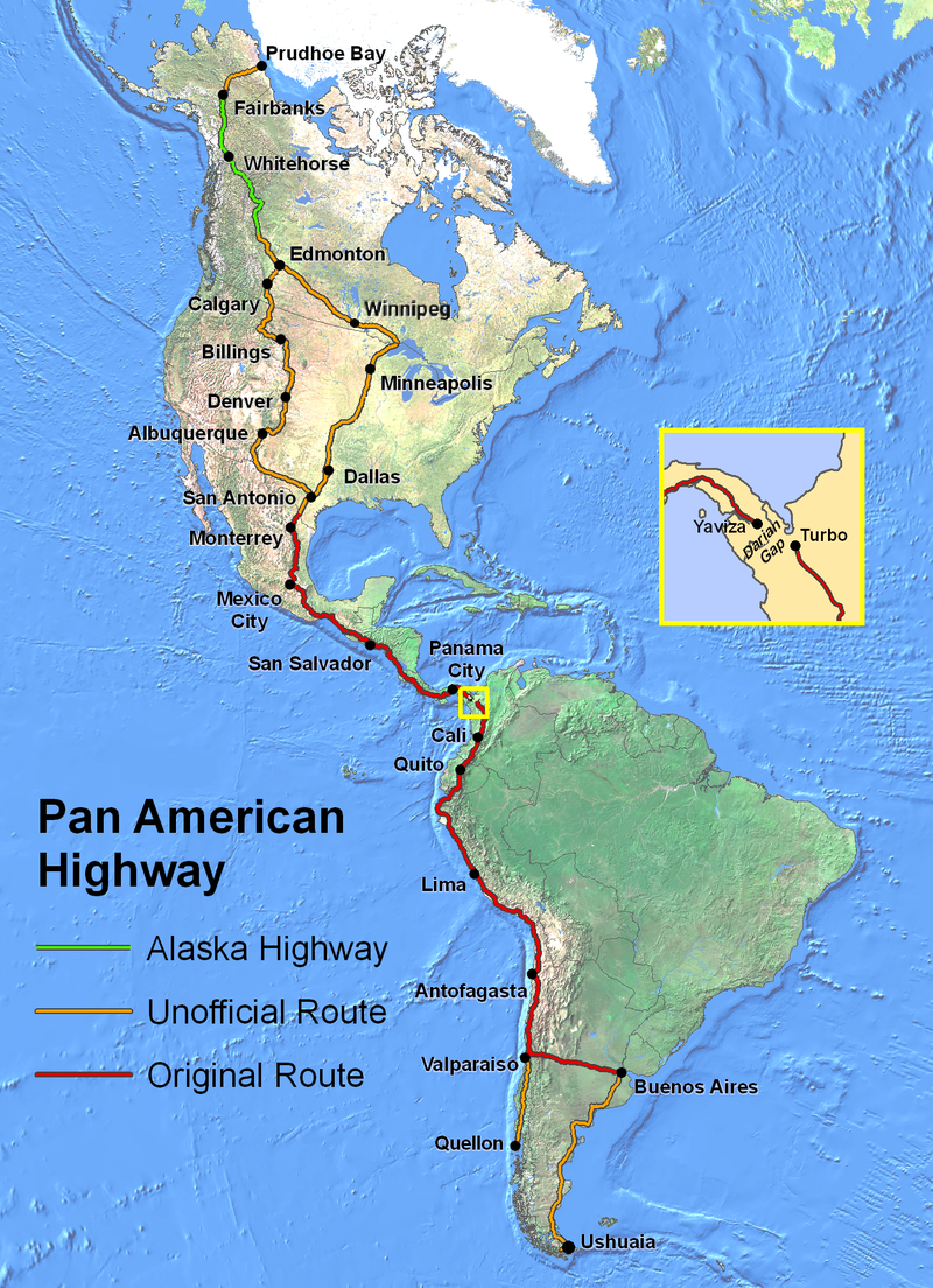
Carte de la route panaméricaine ; le bouchon du Darién est mis en évidence au centre de la carte.

La région du Darièn n'est traversée par aucune route. Les transports s'y font à pied ou en canoë, ou en le contournant en ferry ou en avion.
La route panaméricaine, un système de routes mesurant 48 000 km avec ses diverses branches et traversant la quasi-totalité du continent américain, du nord au sud, est interrompue dans la région du Darién : c'est le seul territoire sur lequel elle n'est pas construite. Du côté colombien, la « route » se termine à 27 km à l'ouest de Barranquillita (municipio de Chigorodó), à Lomas Aisiadas. Du côté panaméen, le terminus est situé à Yaviza, sachant que la dernière partie n'est pas pavée. Les deux culs-de-sac sont distants d'environ 100 km à vol d'oiseau, ou 130 km de route potentielle,.
Les efforts pour combler le chaînon manquant de la route américaine ont toujours échoué, principalement pour des questions environnementales (outre les difficultés techniques énormes pour construire une route dans ces conditions). Les peuples indigènes Emberás, Wounaans et Kunas ont également exprimé leur inquiétude vis-à-vis d'une possible érosion de leur culture si la route venait à être construite.

## Traversées

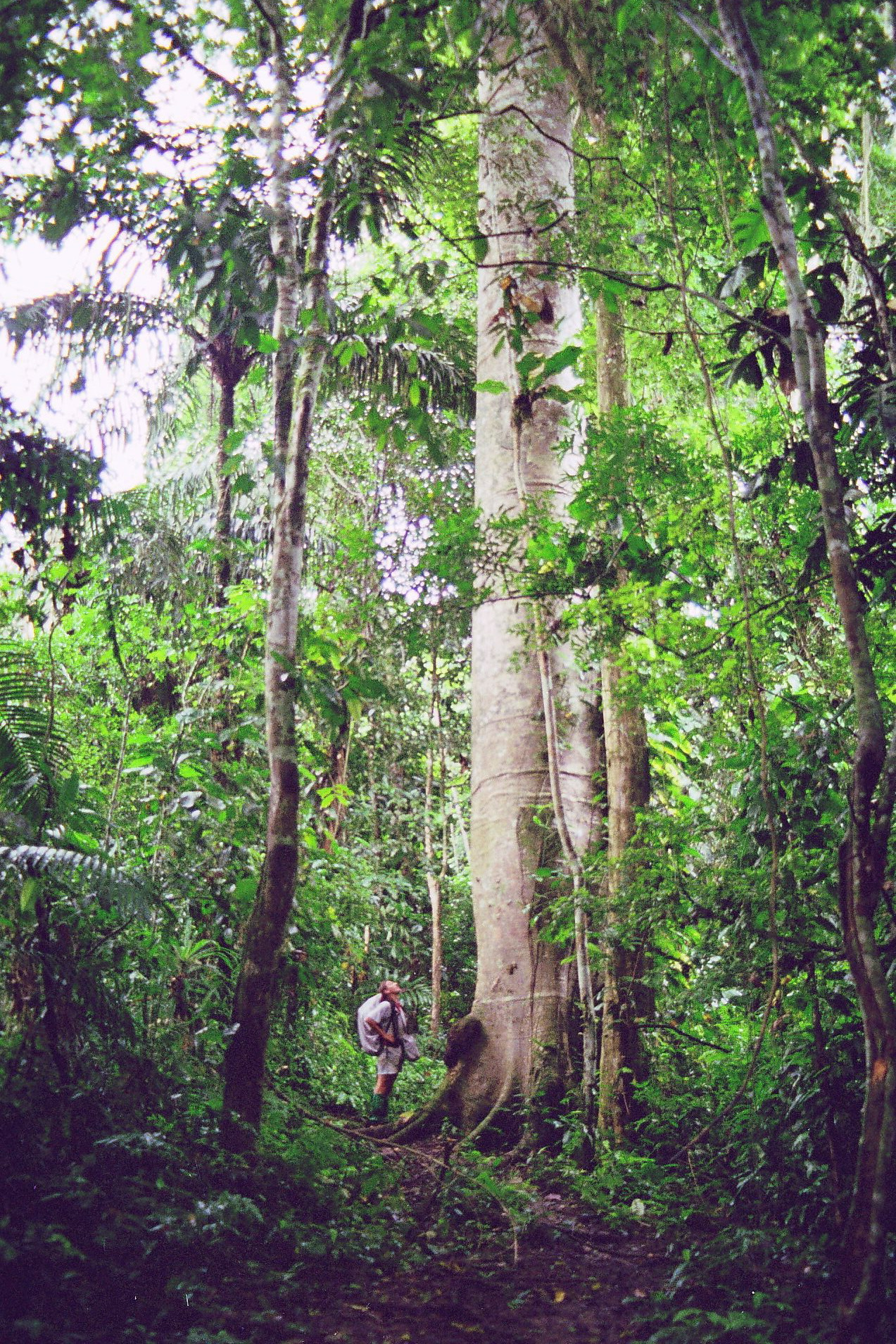
Arbre Ceiba

Le Darién a été exploré en 1876-1878 par Armand Reclus et Lucien Napoléon Bonaparte-Wyse, désireux d'établir le meilleur tracé pour leur futur canal transocéanique. Les cols s'avérant trop hauts, le passage par le Darién a été abandonné au profit du Panama (voir Histoire du canal de Panama).
La première expédition post-coloniale à traverser la région est la Marsh Darién Expedition, en 1924-1925, soutenue par plusieurs mécènes dont la Smithsonian Institution.
La première traversée mécanique est effectuée par une Land Rover et une Jeep lors de l'expédition Trans-Darién de 1959-1960, conduite par le Panaméen Amado Araúz, sa femme Reina Torres de Araúz, l'ancien SAS britannique Richard E. Bevir et l'ingénieur australien Terence John Whitfield. Ils quittent Chepo au Panama le 2 février 1960 et atteignent Quibdó en Colombie le 17 juin 1960, soit 136 jours à la vitesse de 200 mètres par heure. Ils effectuent une bonne partie de la distance sur le Rio Atrato.
En décembre 1960, Danny Liska effectue un trajet en moto de l'Alaska à l'Argentine et transite par la région du Darién. Il est contraint d'abandonner sa moto et de traverser la région à pied. En 1962, une tentative soutenue par General Motors comprenant une équipe de Chevrolet Corvair, un bulldozer et un camion d'essence, échoue.
En 1972, l'expédition britannique Trans-Americas, conduite par John Blashford-Snell et menée sur des Range Rover, traverse l'intégralité du continent américain à travers la région du Darién. Cependant, cette expédition utilise des bateaux pour traverser le marais de l'Atrato en Colombie et reçoit une aide substantielle de l'armée britannique. La première traversée complète avec un véhicule à roue est réalisée par le cycliste britannique Ian Hibell entre 1971 et 1973. Hibell relie le cap Horn à l'Alaska en passant par le marais de l'Atrato. La première traversée motorisée est effectuée par Robert L. Webb en mars 1975, sur une moto. La première traversée en automobile intégralement terrestre (c'est-à-dire sans utiliser de bateau pour traverser les marécages) est réalisée entre 1985 et 1987 par Loren Upton et Patty Mercier dans une Jeep CJ-5. Il leur faut 741 jours pour parcourir 201 km[réf. nécessaire].
Outre ces traversées mécaniques, la région a été franchie à de nombreuses reprises à pied.